# کاستل‌ویسکونتی
کاستل‌ویسکونتی (به ایتالیایی: Castelvisconti) یک کومونه در ایتالیا است که در استان کریمونا واقع شده‌است. کاستل‌ویسکونتی ۹٫۷ کیلومتر مربع مساحت و ۳۵۹ نفر جمعیت دارد.